# Конституционный референдум в Южной Корее (1962)
Конституционный референдум 1962 года в Южной Корее состоялся 17 декабря. Референдум был организован Верховным Советом Национальной Перестройки для одобрения проекта новой Конституции страны, разработанного по подобию Конституции США.
Явка на референдум составила 85,3 %. Из числа принявших участие 78,9 % высказались «за», утвердив тем самым конституцию Третьей республики.

## Результаты референдума
| Выбор                   | Число поданных голосов | %     |
| ----------------------- | ---------------------- | ----- |
| За                      | 8 339 333              | 78,87 |
| Против                  | 2 008 801              | 18,98 |
| Испорченных бюллетеней  | 237 864                | 2,25  |
| Всего                   | 10 585 998             | 100   |
| Источник: Nohlen et al. |                        |       |